# Nový Svět
Nový Svět és un grup de música de Viena.
Fundat el 1997 per Jürgen Weber i Frl. Tost, Nový Svět neix amb la intenció d'aportar una mica de confusió a la estereotipada uniformitat de la música industrial. Tot i així, el grup no està lligat a cap estil musical ni a cap llengua en concret, i cadascun dels seus discs introdueix a l'audiència a un nou aspecte del grup. Des dels seus inicis fins al present, Nový Svět han ignorat els límits de les categories musicals per a establir una barreja única de folk, electrònica minimalista, música industrial, free jazz, krautrock i noise. Les lletres de les seves cançons solen ser en castellà o en italià, però en alguns casos també canten en anglès, pseudo-esperanto, francès o alemany. Ells mateixos s'autodefineixen com un "grupo extremisto, folkloristos de la zona mundial". Nový Svět fou un dels primers projectes editats per Hau Ruck! (el segell discogràfic d'Albin Julius de Der Blutharsch), on el grup trobà una llar per a les seves gravacions però també per a un bon reguitzell de col·laboracions amb altres grups del catàleg del segell (Mushroom's Patience, Dernière Volonté, Foresta Di Ferro). Paral·lelament, els membres de Nový Svět van fundar el seu propi segell Nekofutschata Musick Cabaret, amb el que han editat discs d'altres projectes que han considerat d'interès, així com gravacions pròpies.

## Missatge
En una entrevista del 1999, en ser preguntat per si existeix cap concepte artístic darrere de Nový Svět, en Jürgen diu que
"no hi ha cap idea artística en absolut. El concepte principal és la nostra joventut. El ser part d'una generació perduda. Des de principis de segle, l'anhel per les 'revolucions' i els ideals s'ha anat fet més i més petit. Avui no veiem cap voluntat de canviar res. Potser el nostre missatge sigui: no tens perquè comportarte d'una manera social en una societat antisocial." 
Quant a la música, diu:
"és clar que hi ha tradicions de les que no podem escapar, com tots els estils de folk europeu, per exemple. El nostre intent consisteix en trencar aquestes tradicions i validar-les per nosaltres mateixos, concretar-les".

## Utilització desamples
Una de les principals característiques de Nový Svět és la utilització de samples per a la construcció de la seva música: fragments de sons extrets d'altres fonts i re-ordenats en un nou context per a construir la seva música. En Jürgen ho ha explicat dient que
"el 50% dels samples són subtítols de les lletres o donen suport al contingut d'una cançó. Examinen el tema des d'un alte punt de vista. Així es dona cabuda a la possibilitat d'una presentació paral·lela de, per una banda, un punt de vista personal (a través de les lletres cantades), i per l'altre, d'una visió més distant (per exemple a través de passatges extrets de les notícies). La resta simplement vé de la radio quan la posem i li afegeix una mica d'atmosfera a les cançons".
Al mateix temps, vincula el sò amb el territori:
"En encanta la idea de milers de cables sóta terra connectant totes les ciutats i la gent pel continent. Aquestes són les veus de les altres ciutats.

## Discografia[1]
Àlbums
- 1997 - Rumorarmonio (Hau Ruck!)
- 1999 - Faccia a Faccia (Hau Ruck!)
- 2000 - Cuore di Petrolio (Hau Ruck!)
- 2001 - Chappaqua (Hau Ruck!)
- 2002 - Venezia (Junges Wien)
- 2003 - Entre Siempre Y Jamás Suben Las Mareas, Duermen Las Ciudades [en col·laboració amb Ô Paradis] (The Nekofutschata Musick Cabaret)
- 2005 - Destello De Estrellas En La Frente [en col·laboració amb Ô Paradis] (Punch Records)
- 2008 - Todas Las Últimas Cosas (Treue Um Treue)
- 2011 - Into Your Skies (Reue Um Reue)
- 2015 - Mono (Reue Um Reue)

Singles i EPs
- 1998 - Feliz Navidad (Junges Wien)
- 1999 - Wien 1.999 (Junges Wien)
- 1999 - Olvidado / Le Cose Che Ami [compartit amb Circus Joy] (Old Europa Cafe / Misty Circles / Wolf Age)
- 1999 - Cara O Cruz [compartit amb Quartiere Nuovo] (Junges Wien)
- 2000 - Aspiral III (WhiteLabel)
- 2000 - Inutiles [compartit amb Der Blutharsch] (WKN)
- 2002 - Bulli E Pupe [en col·laboració amb Foresta Di Ferro] (Hau Ruck!)
- 2002 - Mon Mercenaire! / El Continent! [compartit-col·laboració amb Dernière Volonté] (Hau Ruck!)
- 2002 - Roma Total! / An Italiandaustrian Lo.Fi. EP [compartit-col·laboració amb Circus Joy] (Old Europa Café / Misty Circles)
- 2003 - Café Mentone [compartit amb Der Blutharsch] (WKN)
- 2003 - Envenenado (Klanggalerie)
- 2003 - Split [compartit amb Teatro Satanico] (Ars Benevola Mater)
- 2003 - Terror (Ars Benevola Mater)
- 2003 - Split [compartit amb Ait!] (Punch Records)
- 2003 - Confesso Tutto! [compartit amb Teatro Satanico] (Punch Records)
- 2003 - Siento Sensación / Guerra [col·laboració amb Ô Paradis] (The Nekofutschata Musick Cabaret)
- 2004 - Là-Bas(s) Communion (The Nekofutschata Musick Cabaret)
- 2005 - Nachtfang [en col·laboració amb His Divine Grace] (Reue Um Reue)
- 2005 - Siderant - A Beat Monkey Meditation (The Nekofutschata Musick Cabaret)
- 2006 - A Mort (The Nekofutschata Musick Cabaret)
- 2013 - Untitled [en col·laboració amb Susa24] (57005)
- 2014 - Split [compartit amb Spettro Family] (Black Horizons)
- 2015 - Split [compartit amb German Army] (Tourette Records)

Primers cassettes
- 1997 - Nový Svět (Junges Wien)
- 1998 - Madonna Lights (Junges Wien)
- 1998 - Donostia S.P.A. / Ciao Bella Luna [compartit amb Indra 1996] (Junges Wien)
- 1998 - Morava (Junges Wien)
- 1999 - Todas Las Ilusiones (Junges Wien)

Recopilatoris
- 2002 - The Flies In Dreams And Reality (Achtung Baby!)
- 2008 - Todas Las Primeras Cosas (Reue Um Reue)
- 2005 - Drinking To Better Days (Punch Records)
- 2014 - Doce (Kill Shaman)

Altres
- 2002 - Noi E Il Mondo [quàdruple LP compartit amb Der Bekannte Post Industrielle Trompeter, Gruppo Folk Urbano Sperimentale Divisionista i Circus Joy] (The Nekofutschata Musick Cabaret)
- 2012 - Selected Ambient Works Vol. I (Reue Um Reue)
- 2012 - Selected Ambient Works Vol. II (Reue Um Reue)
- 2014 - Selected Ambient Works Vol. III (Reue Um Reue)